# 폭군 (드라마)
《폭군》(영어: The Tyrant)은 디즈니+에서 2024년 8월 공개된 대한민국의 액션, SF, 판타지 드라마이다. 박훈정 감독의 영화 《마녀》 시리즈의 스핀오프 작품이다.

## 작품 소개
‘폭군 프로그램’의 마지막 샘플이 배달사고로 사라진 후 각기 다른 목적으로 그것을 차지하기 위해 모여든 사람들이 서로 쫓고 쫓기게 되는 이야기

## 제작진

### 제작사
- 영화사 금월
- 스튜디오앤뉴

### 연출 & 각본
- 박훈정 : ( 영화 《혈투》(각본&감독), 영화 《악마를 보았다》(각본), 영화 《부당거래》(각본), 영화 《신세계》(각본&감독), 영화 《대호》(각본&감독), 영화 《브이아이피》(각본&감독&기획&제작), 영화 《마녀》(각본&감독&제작), NETFILX 오리지널 영화 《낙원의 밤》(각본&감독), 영화 《마녀 Part2. The Other One》(각본&감독), 영화 《귀공자》(각본&감독) 등 연출 및 집필 )

## 출연진

### 주요 인물
- 조윤수 : 채자경 역 (아역: 신연우)
- 차승원 : 임상 역
- 김선호 : 최 국장 역
- 김강우 : 폴 역

### 그 외 인물
- 김주헌 : 사 국장 역
- 이기영 : 이기영[1] 역
- 무진성 : 연모용 역
- 저스틴 하비 : 악어 1 역
- 권혁 : 악어 2 역
- 박형수 : 조 과장 역
- 이승경 : 한곰 역
- 최정우 : 노 교수 역
- 장영남 : 관 여사 역
- 이성민 : 채 선생 역
- 윤대열 : 납치범 2 역

## 기타
- 디즈니+ 오리지널 한국 드라마 중 〈커넥트〉에 이어 2번째로 전 회차가 동시 공개된 작품이다.